# Gary Cuozzo
Gary Samuel Cuozzo (Montclair, 26 aprile 1941) è un ex giocatore di football americano statunitense che ha giocato nel ruolo di quarterback nella National Football League (NFL). Al college giocò a football all'Università della Virginia.

## Carriera professionistica
Dopo non essere stato scelto nel Draft NFL, Cuozzo giocò nella lega per dieci stagioni dal 1963 al 1972. Iniziò la sua carriera con i Baltimore Colts come riserva di Johnny Unitas. Quando quest'ultimo si infortunò nel 1965, Cuozzo lo sostituì ma finì per infortunarsi anch'egli. Fu scambiato con i New Orleans Saints, al loro primo anno nella lega, nel 1967, diventando il primo quarterback titolare della storia della franchigia. L'anno successivo fu scambiato coi Minnesota Vikings. Dopo quattro anni nel Minnesota, Cuozzo fu scambiato coi St. Louis Cardinals nel 1972, ritirandosi a fine stagione.

## Vittorie e premi
Nessuno

## Statistiche
| Yard lanciate     | 7.402 |
| Touchdown         | 43    |
| Intercetti subiti | 55    |
| Passer rating     | 62,1  |